# Голос сталі
«Голос Сталі» — шостий студійний альбом гурту «Nokturnal Mortum», випущений у 2009 році на лейблі «Oriana Music».

## Композиції
Музика Varggoth та Saturious. Лірика, окрім «Голос сталі» (Дмитро Близно), Varggoth. Дизайн оформлення диску Sir Gorgoroth.
| Інформація про композиції | Інформація про композиції | Інформація про композиції |
| #                         | Назва                     | Тривалість                |
| ------------------------- | ------------------------- | ------------------------- |
| 1.                        | «Інтро» (інструментальна) | 3:06                      |
| 2.                        | «Голос Сталі»             | 9:55                      |
| 3.                        | «Валькирия»               | 10:48                     |
| 4.                        | «Україна»                 | 8:24                      |
| 5.                        | «Моєї Мрії Острови»       | 11:48                     |
| 6.                        | «Шляхом Сонця»            | 9:07                      |
| 7.                        | «Небо Сумних Ночей»       | 4:51                      |
| 8.                        | «Біла вежа»               | 11:48                     |
| 01:09:41                  |                           |                           |

| Бонус перевидання (делюкс-версія від 15 січня 2015-го) | Бонус перевидання (делюкс-версія від 15 січня 2015-го) | Бонус перевидання (делюкс-версія від 15 січня 2015-го) |
| #                                                      | Назва                                                  | Тривалість                                             |
| ------------------------------------------------------ | ------------------------------------------------------ | ------------------------------------------------------ |
| 1.                                                     | «Валькирия» (оригінальна версія)                       | 12:43                                                  |
| 2.                                                     | «Valhalla» (переспів Bathory)                          | 09:09                                                  |
| 3.                                                     | «Небо сумних ночей» (оригінальна версія)               | 04:52                                                  |
| 4.                                                     | «Nights in White Satin» (переспів The Moody Blues)     | 05:07                                                  |
| 31:51                                                  |                                                        |                                                        |

## Склад на момент запису

### Nokturnal Mortum
- Varggoth — вокал, гітара
- Astargh — бек, гітара
- Vrolok — бас
- Saturious — клавішні, народні інструменти
- Bairoth — ударні

### Запрошені виконавці
- Сергій Кондратьєв — соло, акустика («Валькирия», «Небо Сумних Ночей»)
- Григір «Odalv» Севрук — ударні («Моєї Мрії Острови», «Шляхом Сонця»)
- Юрій «Wortherax» Кіреєв — соло («Моєї Мрії Острови»)
- Ognevrat aka Alzeth — гітара («Шляхом Сонця»)
- W.Angel — клавішні, «чистий» вокал
- Alafern — скрипка[4]